# Cylindrocladium lanceolatum
Cylindrocladium lanceolatum är en svampart som beskrevs av Peerally 1972. Cylindrocladium lanceolatum ingår i släktet Cylindrocladium och familjen Nectriaceae.   Inga underarter finns listade i Catalogue of Life.